# إدوارد غوتيريز
إدوارد غوتيريز (9 أغسطس 1995 في كولومبيا - 7 مايو 2017 في كولومبيا) (بالإسبانية: Eduard Gutiérrez)‏ هو لاعب كرة قدم كولومبي في مركز الدفاع. لعب مع أتليتيكو هويلا.

## وصلات خارجية
- إدوارد غوتيريز على موقع قاعدة بيانات كرة القدم.إي يو (الإنجليزية)
- إدوارد غوتيريز على موقع Soccerway.com (الإنجليزية)
- إدوارد غوتيريز على موقع عالم كرة القدم.نت (الإنجليزية)
- إدوارد غوتيريز على موقع AS.com (الإسبانية)